# Gianna Beretta Molla
Gianna Beretta, (Magenta, 4 de octubre de 1922 – Ponte Nuovo, 28 d'abril de 1962), va ser una pediatre italiana, venerada com a santa per l'Església Catòlica.
Embarassada, amb un tumor a l'úter, va preferir morir en lloc d'acceptar cures que perjudiquessin el fetus. Va ser canonitzada el 2004 pel Papa Joan Pau II. Està enterrada a la capella de la família Molla del cementiri de Mesero.

## Biografia

### La família
Gianna va néixer a Magenta de 4 d'octubre de 1922, filla d'Alberto Beretta i Maria De Micheli, ambdós cristians practicants i terciaris franciscans. La família era d'origen venecià i al segle XVII s'havia assentat a Magenta, prop de l'església parroquial i després al districte de San Martino (avui Via Roma), donant a la ciutat fins i tot un rector, Don Giovanni Battista Beretta, set sacerdots i diversos notaris. L'oncle de Gianna, monsenyor Giuseppe Beretta, també va ser un sacerdot i rector en una església de Milà.
Va ser la desena de tretze fills (vuit supervivents) dels seus pares, tres dels quals més tard van abraçar la vida religiosa: Enrico, metge missioner caputxí (de nom religiós Alberto, avui declarat servent de Déu); Giuseppe, un capellà enginyer a la diòcesi de Bèrgam i després monsenyor; Virginia, metgessa i monja cartoixana.
Gianna va ser batejada el mateix dia del seu naixement a la Basílica de Sant Martí de Magenta.

### Joventut
Des dels primers anys, va viure profundament la religió catòlica, d'acord amb l'educació rebuda dels seus pares. Va rebre la primera comunió als cinc anys i mig, el 4 d'abril de 1928. El 9 de juny de 1930 va ser confirmada a la Catedral de Bèrgam per Mons. Luigi Maria Marelli.
Va viure a Milà fins als 18 anys. Allà va assistir a l'església dels Pares de Caputxins de Corso Monforte.. El 1925, després de la mort d'alguns germans per l'anomenada grip espanyola, es va traslladar a Bèrgam .
El gener de 1937 la seva germana Amàlia va morir i la família es va instal·lar a Gènova. Durant aquest temps va participar en la vida de la parròquia de Sant Pere, on va ser rector Don Mario Righetti, que va tenir un paper important en la seva formació espiritual.
Acabats els estudis primaris, els pares de Gianna van decidir suspendre l'escola per un any per tal de reforçar seva feble constitució física. A l'octubre de 1941, la família, a causa dels bombardejos, va tornar a Bèrgam, a la casa dels seus avis materns. Va ser aquí on Gianna, l'any de dels estudis clàssics, va perdre tots dos pares, poc més de quatre mesos de distància l'un de l'altre.
A l'octubre de 1942 Gianna va tornar a Magenta i es va inscriure i va assistir a la facultat de medicina i cirurgia, primer a Milà i després a Pavia, on es va graduar 30 de novembre de 1949. En aquests anys d'universitat va participar tots els dies de la celebració eucarística, a la visita del Santíssim i el rés del Rosari.
A Pavia, es va unir a la vida de la comunitat parroquial de San Martino, col·laborant en les activitats de l'Oratori de les Mares Canòniques. També va participar en l'Acció Catòlica i en les conferències de les Dames de Sant Vicent.
Després de graduar-se en medicina el 30 de novembre de 1949 Gianna va obrir un consultori mèdic a Mesero. Es va especialitzar en pediatria a Milà el 7 de juliol de 1952. La professió per a ella és com una missió «Tothom al món, treballem d'alguna manera al servei de la humanitat, treballem directament en els éssers humans... El nostre objecte de ciència i treball és l'home que abans nosaltres ens diu sobre si mateix, i diu que 'ajudar' i esperin que la plenitud de la seva existència. Tenim les oportunitats que el capellà no. La nostra missió no ha acabat quan la majoria no necessita medicació. No és el 'ànima a prendre les autoritats Déu i la nostra paraula seria. Aquests metges catòlics, ja que es necessiten!»
Durant la seva carrera professional, va augmentar el seu compromís amb l'Acció Catòlica, convertint-se en educadora.
Era un amant de la música, la pintura i l'alpinisme.

### Vida adulta
El 24 de setembre de 1955, es va casar, a la Basílica de San Martino de Magenta, amb Pietro Molla di Mesero, gerent de "Saffa". A la població de Pontenuovo, des de 1956, va portar a terme el treball del cap del consultori de les mares i del jardí d'infants pertanyents a l'Obra Nacional de Maternitat i Infància, i prestà assistència mèdica voluntària a les escoles de pàrvuls i primària de l'estat .
Va ser mare de tres fills: el 19 de novembre de 1956 va néixer Pierluigi, el 11 de desembre de 1957 Maria Rita (anomenada Mariolina) i el 15 de juliol de 1959, Laura.
El 1961, cap al final del segon mes d'un nou embaràs, la mare estava afectada per un fibroma a l'úter. Abans de l'extirpació quirúrgica dels fibromes sense deixar de ser conscients dels riscos i danys que podrien tenir sorgeixen durant l'embaràs, li va demanar al cirurgià per salvar la vida al seu si, fins i tot a costa de la seva pròpia, recolzant-se en l'oració i Providència.
El 21 d'abril de 1962, a l'Hospital de Monza, va donar a llum a Gianna Emanuela via cesària i Gianna va començar un llarg patiment. Després de només unes poques hores després del naixement les condicions generals de Gianna van empitjorar (febre cada vegada més alta, dolor abdominal insuportable causat per una peritonitis sèptica) i, tot i les teràpies, el seu estat va empitjorar dia a dia.
El 28 d'abril tornà a casa, on va morir el mateix dia amb només 39 anys, sent enterrada a la capella de la família a la Ciutat de Primavera de Mesero.

## La Canonització

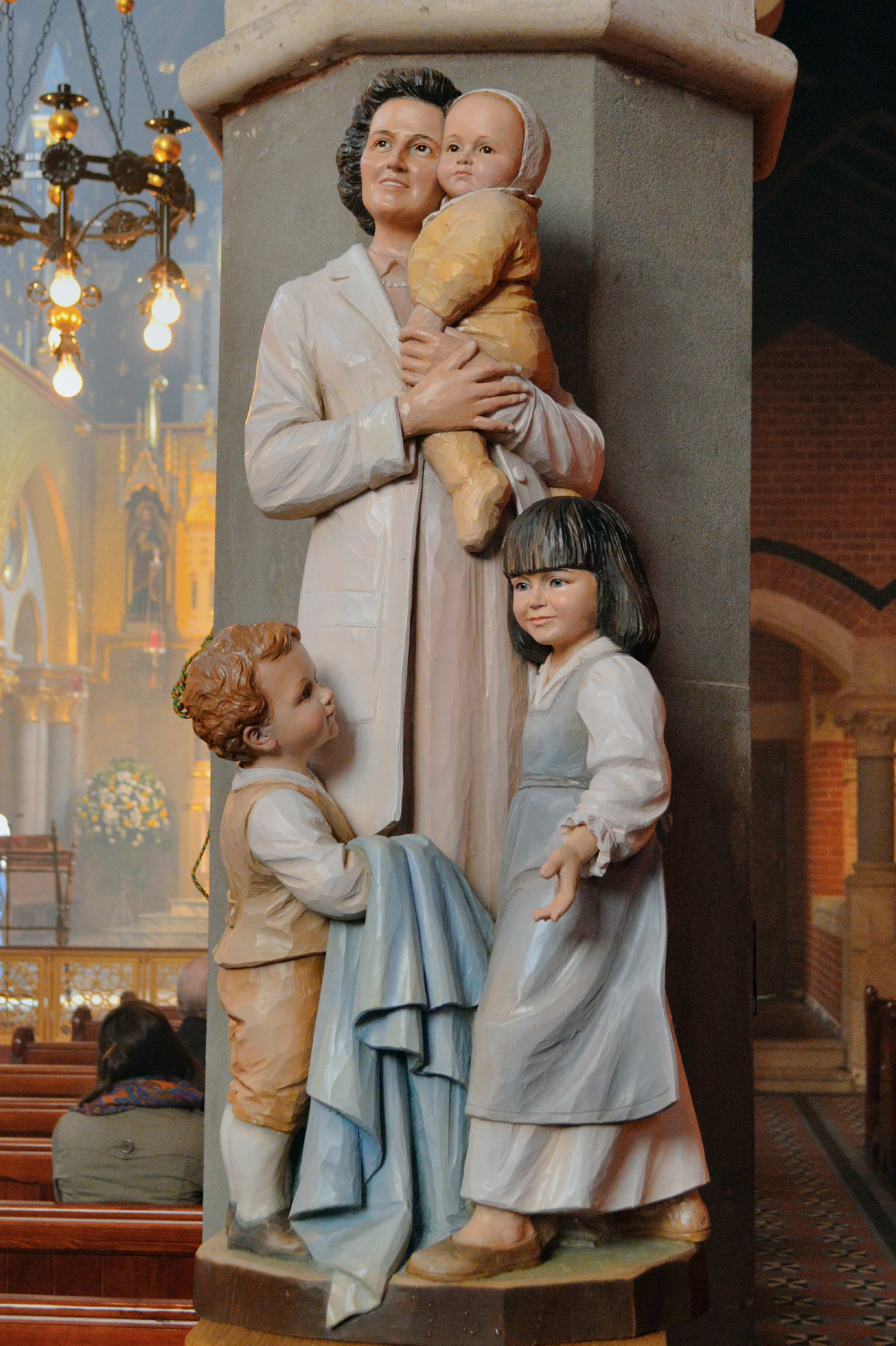
Imatge de Giana Molla a l'església del Corpus a Maiden Laine, Londres

El 6 de novembre de 1972, l'arquebisbe de Milà, el cardenal Giovanni Colombo, va promoure la causa de la beatificació de la servent de Déu, Gianna Beretta Molla. El 6 de juliol de 1991, el Papa Joan Pau II la va fer venerable.
El 24 d'abril de 1994, a la plaça de Sant Pere, Gianna va ser proclamada beata com a "mare de família" pel Papa. El procés de canonització va començar amb la successió de notícies sobre fets considerats prodigiosos a través de la seva intercessió.
El procés va acabar oficialment al febrer de 2004, i el 16 de maig de 2004, el Papa Joan Pau II a la plaça de Sant Pere de Roma, va proclamar Gianna santa. La seva memòria litúrgica és el 28 d'abril.

### El miracle per a la canonització
En general, per a la canonització, l'Església Catòlica creu necessari que es produeixi un segon miracle, després del requerit per a la beatificació: en el cas de Gianna Beretta Molla, es considera miraculosa la història de Gianna Maria Arcolino Comparini. La mare, Elisabete Comparini Arcolino, una brasilera de 34 anys, mare de tres fills, de nou estava embarassada al novembre de 1999. Després d'un començament difícil, l'11 de febrer de l'any 2000 es va produir un esdeveniment dramàtic: a la setzena setmana de gestació es van trencar les membranes, el que resulta en la pèrdua total de líquid amniòtic.
Els metges van considerar que era essencial la interrupció de l'embaràs, pel greu risc d'infecció al que estaven exposats la mare i el nen, però Elisabete no ho va acceptar; a instàncies del seu marit, Carlo Cesar, i també amb els Bisbe Diocesà, Mons Diògenes Silva Matthes - i va convèncer la ginecòleg, Nadia Bicego Vieitez d'Almeida, esperant.
Monsenyor Diògenes, quan administrà l'unció dels malalts a Elisabete, li va portar una biografia de Gianna Beretta Molla, i la futura mare li va dir que anava posar-li Gianna a la nena. Mentrestant, tota la comunitat de la parròquia de Sant Sebastià, que pertanyia Elisabete, va pregar per la intercessió de la llavors beata Gianna Beretta Molla, sota la guia del rector, el pare Ovidi José Alves d'Andrade.
Contràriament a les prediccions mèdiques, la petita Gianna Maria va sobreviure, i el 31 de maig del 2000, a la 32a setmana, va néixer mitjançant cesària. Va pesar 1800 grams i després va presentar un desenvolupament psicofísic normal.
El Consell Mèdic de la Congregació per a les Causes dels Sants, en la reunió de 10 d'abril de 2003, va arribar a la conclusió: «Recuperació ràpida, completa i duradora; manera favorable evolució de la gestació sense explicació després de la setzena setmana.»[8]
El 20 de desembre de 2003 es va promulgar el Decret sobre el miracle, en presència de Joan Pau II, qui canonitzà Gianna Beretta Molla el 16 de maig de 2004.

## El llegat

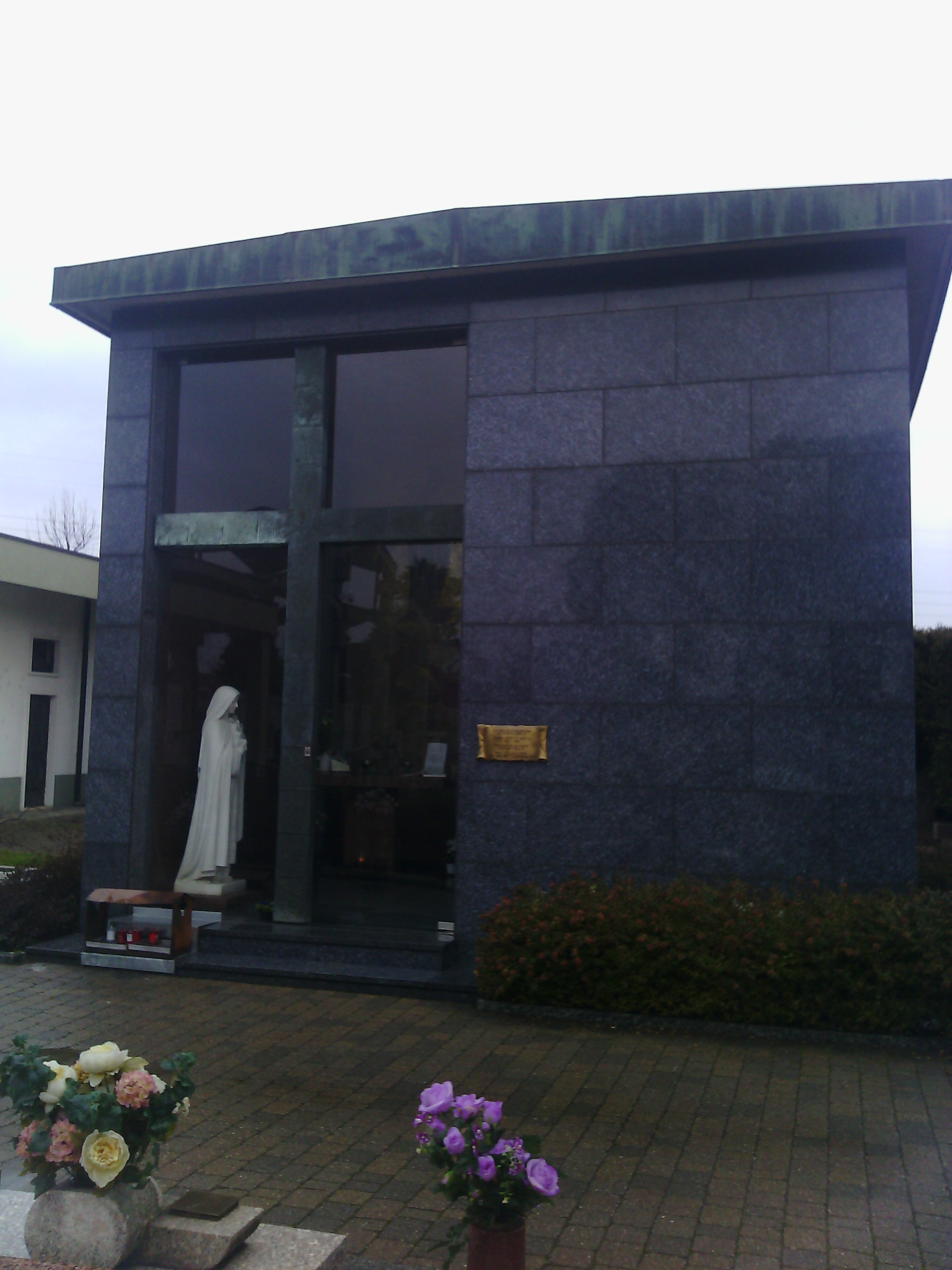
La tomba de Santa Gianna Beretta al cementiri de Mesero (MI), encara avui una destinació de pelegrinatge

La veneració de Santa Gianna Beretta està molt estesa en tot el magentí i a la mateixa Magenta es va fundar l'associació "Amics de Santa Gianna Beretta Molla", que promou el culte i l'estudi de la vida santa.
La seva tomba, situada a Mesero, segueix sent una destinació de pelegrinatges i es va dedicar al "Santuari Diocesà de la família i l'espiritualitat en el centre de la ciutat - Santa Gianna Beretta Molla." Altres llocs de culte vinculats a la santa es troben a Pontenuovo di Magenta, a la casa on vivia amb el seu marit i la seva petita església local de Nostra Senyora del Bon Consell, on solia retirar-se en oració.
Magenta segueix sent la llar de la casa de la família Beretta, a prop de la Basílica Menor de Sant Martí.
El seu marit, Pietro Molla, va morir el 3 d'abril de 2010, el dissabte sant, als 98 anys i està enterrat a la Capella de la família de Mesero al costat de la seva esposa Santa. Un cas únic en la història de l'Església. el 2004 va ser testimoni de la canonització de la seva esposa.
És considerada un dels patrons de moviments anti-avortament a Itàlia. El 13 de maig de 2011, a Roma es va celebrar "La Marxa per la Vida", organitzada en honor seu per organitzacions catòliques.